# Francisco Gomes de Campos
Francisco Gomes de Campos, primeiro e único Barão de Campo Grande (19 de fevereiro de 1788 — Rio de Janeiro, 17 de janeiro de 1865) foi um político e magistrado brasileiro.
Formou-se Bacharel em Direito pela Universidade de Coimbra, em 1814. Casou-se em 1820 com sua sobrinha Luísa Maria de Campos Suzano. Foi nomeado Juiz de Dentro e de Fora do Rio de Janeiro, em 1828. Depois, Vereador na Corte (1835-1837 e 1838-1841 e Presidente da mesma. Deputado Geral pelo Rio de Janeiro entre 1838 e 1841.
Foi ministro do Supremo Tribunal de Justiça, em 1864. Agraciado com a Comenda da Imperial Ordem de Cristo, em 1841. Agraciado, com o título de Barão, com grandeza, em 16 de janeiro de 1861. Não há registro de que tenha requerido ao Rei D´Armas o brasão a que tinha por direito.